# Nikos Sarganis
Nikos Sarganis (13. ledna 1954, Rafina – 8. prosince 2024, Athény) byl řecký fotbalový brankář. 

## Fotbalová kariéra
Začínal v týmu Ilisiakos AO. V řecké fotbalové lize hrál za AGS Kastoria, Olympiakos Pireus, Panathinaikos Athény a Athinaikos Vyronas, nastoupil ve 344 ligových utkáních a dal 6 gólů. Vyhrál pětkrát řeckou fotbalovou ligu a pětkrát řecký fotbalový pohár. V Poháru mistrů evropských zemí nastoupil v 11 utkáních, v Poháru vítězů pohárů nastoupil v 6 utkáních a dal 2 góly a v Poháru UEFA nastoupil v 8 utkáních. Za reprezentaci Řecka nastoupil v letech 1980–1991 v 58 utkáních. 

## Ligová bilance
| Ročník                    | Zápasy | Góly | Klub                 |
| ------------------------- | ------ | ---- | -------------------- |
| Řecká Superliga 1977/1978 | 29     | 0    | AGS Kastoria         |
| Řecká Superliga 1978/1979 | 32     | 0    | AGS Kastoria         |
| Řecká Superliga 1979/1980 | 17     | 0    | AGS Kastoria         |
| Řecká Superliga 1980/1981 | 28     | 0    | Olympiakos Pireus    |
| Řecká Superliga 1981/1982 | 24     | 0    | Olympiakos Pireus    |
| Řecká Superliga 1982/1983 | 33     | 0    | Olympiakos Pireus    |
| Řecká Superliga 1983/1984 | 29     | 0    | Olympiakos Pireus    |
| Řecká Superliga 1984/1985 | 30     | 4    | Olympiakos Pireus    |
| Řecká Superliga 1985/1986 | 24     | 2    | Panathinaikos Athény |
| Řecká Superliga 1986/1987 | 6      | 0    | Panathinaikos Athény |
| Řecká Superliga 1987/1988 | 12     | 0    | Panathinaikos Athény |
| Řecká Superliga 1988/1989 | 27     | 0    | Panathinaikos Athény |
| Řecká Superliga 1989/1990 | 16     | 0    | Panathinaikos Athény |
| Řecká Superliga 1990/1991 | 31     | 0    | Athinaikos Vyronas   |
| Řecká Superliga 1991/1992 | 6      | 0    | Athinaikos Vyronas   |
| Řecká Superliga 1992/1993 | 0      | 0    | PAOK Soluň           |
| CELKEM Řecká Superliga    | 344    | 6    |                      |